# La Monja Enana
La Monja Enana es un grupo de música electropop española que debutó en 1997. El grupo lo forman Ana y Juan; tuvo en sus inicios una tercera componente, Julia, pero abandonó el grupo al poco tiempo. En 2000 su disco Pídeme un deseo fue elegido "Single of the Week" por la revista musical británica Melody Maker, siendo probablemente la primera banda española en conseguirlo.
Ana también forma parte de Cola Jet Set.

## Discografía

### Álbumes
- Humo y espejos (Elefant, 2008)
- Un secreto terrible -recopilatorio- (La Bulle Sonore, 2005)
- ¡Qué mutada! -con Aviador Dro y L-Kan- (PIAS, 2002)
- "Crisis en Autonomías Infinitas" - con Aviador Dro y L-Kan- (Reactor, 2015)

### EP y sencillos
- Un cadáver que abre un ojo (Elefant, 2002)
- Pídeme un deseo (Elefant, 1999)